# Otiothops kochalkai
Otiothops kochalkai is een spinnensoort uit de familie Palpimanidae. De soort komt voor in Colombia.